# Cornelius Lanczos
Cornelius Lanczos ([ˈlaːntsoʃ]; auch Kornél Lőwy, Kornél Lánczos; * 2. Februar 1893 in Székesfehérvár, Österreich-Ungarn; † 25. Juni 1974 in Budapest) war ein ungarischer Mathematiker und Physiker.

## Leben
Lanczos wurde als Sohn des Anwalts Károly (Carolus) Lőwy geboren, besuchte die jüdische Elementarschule und dann ein katholisches Gymnasium. Sein eigentlicher Name war Kornél Lőwy, im deutschfeindlichen Klima des damaligen Ungarn änderte er ihn aber in Kornél Lánczos, und unter diesem Namen publizierte er auch später in Deutschland. 1910 begann er in Budapest sein Studium, wo er u. a. Physik bei Loránd Eötvös und Mathematik bei Leopold Fejér studierte. Nach seinem Abschluss 1915 war er Assistent am Polytechnikum und promovierte 1921 bei Rudolf Ortvay an der Universität Szeged über ein Thema der Relativitätstheorie („Die funktionentheoretischen Beziehungen der Maxwellschen Äthergleichungen“), das er Albert Einstein schickte, der es wohlwollend aufnahm.
Aus dem politisch unruhigen Ungarn, in dem er als Jude keine Stellung fand, ging er zunächst  an die Universität Freiburg als Assistent von Franz Himstedt, war danach an der Universität Frankfurt als Assistent von Erwin Madelung, wo er an der Neuauflage von dessen „Mathematischen Hilfsmitteln des Physikers“ mitarbeitete, wobei er über Richard Courant Kontakte zur Hilbert-Schule in Göttingen bekam. Zwischendurch war er nach seiner Habilitation in Frankfurt 1927 in den Jahren 1928/29 mit einem Stipendium der Notgemeinschaft der deutschen Wissenschaft Assistent von Einstein in Berlin, mit dem er auch später korrespondierte und den er zeitlebens verehrte. Er veröffentlichte zur Allgemeinen Relativitätstheorie und über Kosmologie und versuchte ab Ende der 1920er Jahre, vereinheitlichte Feldtheorien zu finden, die auch die Quantenmechanik umfassen.
1922 bis 1924 war er Schriftführer der Deutschen Physikalischen Gesellschaft. 1931 war er Gastprofessor für theoretische Physik an der Purdue University in West Lafayette in Indiana. Im November 1932 wurde er in Frankfurt zum nicht-verbeamteten ao. Professor berufen. Da er nach der Machtergreifung seine bevorstehende Entlassung befürchtete, kam er dem am 25. April 1933 durch ein Gesuch zuvor, in dem er von sich aus um die Rücknahme seiner Berufung nachsuchte, was er so begründete:

„Da ich Vorurteilslosigkeit als eine nicht zu umgehende Forderung wissenschaftlichen und kulturellen Schaffens erachte, sehe ich unter den gegebenen Umständen keine Möglichkeiten mehr, mit den deutschen Kollegen ein gedeihliches Zusammenwirken für gemeinsame Ideale aufrecht zu erhalten.“

Lanczos emigrierte 1933 in die USA und wurde dort Professor an der Purdue University. 1938 erhielt er die US-amerikanische Staatsbürgerschaft und wandte sich seit dem Jahr der numerischen Mathematik zu. Da er sich unter den Physikern in Purdue isoliert fühlte, ging er ab 1946 als angewandter Mathematiker zu Boeing in Seattle, für die er schon 1944 gearbeitet hatte.  1949 ging er zur Abteilung Numerische Mathematik des National Bureau of Standards der USA in Los Angeles (wo er ebenfalls schon 1943/4 während des Krieges arbeitete), als Kollege von Otto Szasz, Olga Taussky-Todd und John Todd. Die politische Atmosphäre der McCarthy Jahre behagte ihm nicht, und er ging 1952 auf Einladung von Erwin Schrödinger ans Institute for Advanced Study in Dublin, war aber häufig Gastwissenschaftler an amerikanischen Universitäten oder in der Industrie (u. a. Ford Motor Company). 1958 hielt er einen Plenarvortrag auf dem Internationalen Mathematikerkongress in Edinburgh (Extended boundary value problems).
1932 wurde er Fellow der American Physical Society. 1960 erhielt er den Chauvenet-Preis der Mathematical Association of America.
1971 wurde ihm durch einen Wiedergutmachungsbescheid der Status eines emeritierten ordentlichen Professors der Universität Frankfurt zuerkannt.
Er war zweimal verheiratet (von 1929 bis 1939 mit der Bildhauerin Maria Rupp) und hatte aus erster Ehe einen Sohn. 1974 starb er während eines Gastaufenthalts an der Universität Budapest an einem Herzanfall.

## Werk
Lanczos beschäftigte sich auch mit mathematischer Physik, speziell mit Allgemeiner Relativitätstheorie. 1925 lernte er früh die quantentheoretische Matrizenmechanik von Werner Heisenberg, Max Born und Pascual Jordan kennen und versucht ihr eine „feldmäßige“ Darstellung mit Integralgleichungen zu geben, mit den zu den Eigenwerten der  Matrizen gehörigen Eigenfunktionen als Kernfunktionen. Hier kam ihm aber Erwin Schrödinger zuvor, der statt Integralgleichungen Differentialgleichungen benutzte. Lanczos' Arbeiten wurden erst später durch Bartel Leendert van der Waerden gewürdigt. 1930/1931 untersuchte er den Stark-Effekt in starken elektrischen Feldern. Er schrieb 1949 ein Buch über die Variationsprinzipien der Mechanik.
Lanczos leistete zahlreiche Beiträge zur Numerischen Mathematik. Er brachte in den Jahren 1950 und 1952 zwei Artikel über ein von ihm Verfahren der minimierten Iterierten genanntes Verfahren zur Lösung von Fredholmschen Integralgleichungen, linearen Gleichungssystemen und Eigenwertaufgaben heraus. Die beiden Artikel bilden die Basis der heute sogenannten Klasse der Lanczos-Verfahren und waren die ersten der heutzutage noch verwendeten Krylow-Unterraum-Verfahren. Die älteren Krylow-Unterraum-Verfahren von Alexei Nikolajewitsch Krylow von 1931 und Karl Hessenberg von 1940 sind nicht so effizient umsetzbar; das Verfahren von Lanczos stellt eine deutliche Verbesserung dar.
1964 veröffentlichte Lanczos sein Verfahren zur Approximation der Gammafunktion. Er beschäftigte sich auch mit Tschebyschow-Funktionen. 1940 veröffentlichte er das, was später von John W. Tukey als Schnelle Fouriertransformation wiederentdeckt wurde.
In Würdigung seiner Verdienste ist der Asteroid (191341) Lanczos benannt.